# Gendarmería Nacional Argentina
La Gendarmeria Nazionale Argentina (Gendarmería Nacional Argentina in spagnolo) è una forza di polizia ad ordinamento militare, di tipo gendarmeria, con compiti di pubblica sicurezza, difesa nazionale e di supporto alla politica estera nazionale. Nel 2011, aveva una forza di 30.000 gendarmi.
Posta sotto il controllo del Ministero della sicurezza, è un'istituzione intermedia tra le forze armate argentine e la polizia, appositamente organizzata per svolgere compiti di pubblica sicurezza in tempo di pace e per essere incorporata all'esercito in caso di guerra. È principalmente una forza di guardia di frontiera, ma svolge anche altri ruoli importanti. La forza opera da cinque sedi regionali: Campo de Mayo, Córdoba, Rosario, San Miguel de Tucumán e Bahía Blanca.

## Storia
Fu istituita dal Congresso nazionale con la legge N° 12.367 del 28 luglio 1938, durante la presidenza di Roberto M. Ortiz, al fine di proteggere le frontiere e garantire la sicurezza degli abitanti delle regioni più remote.

## Attività

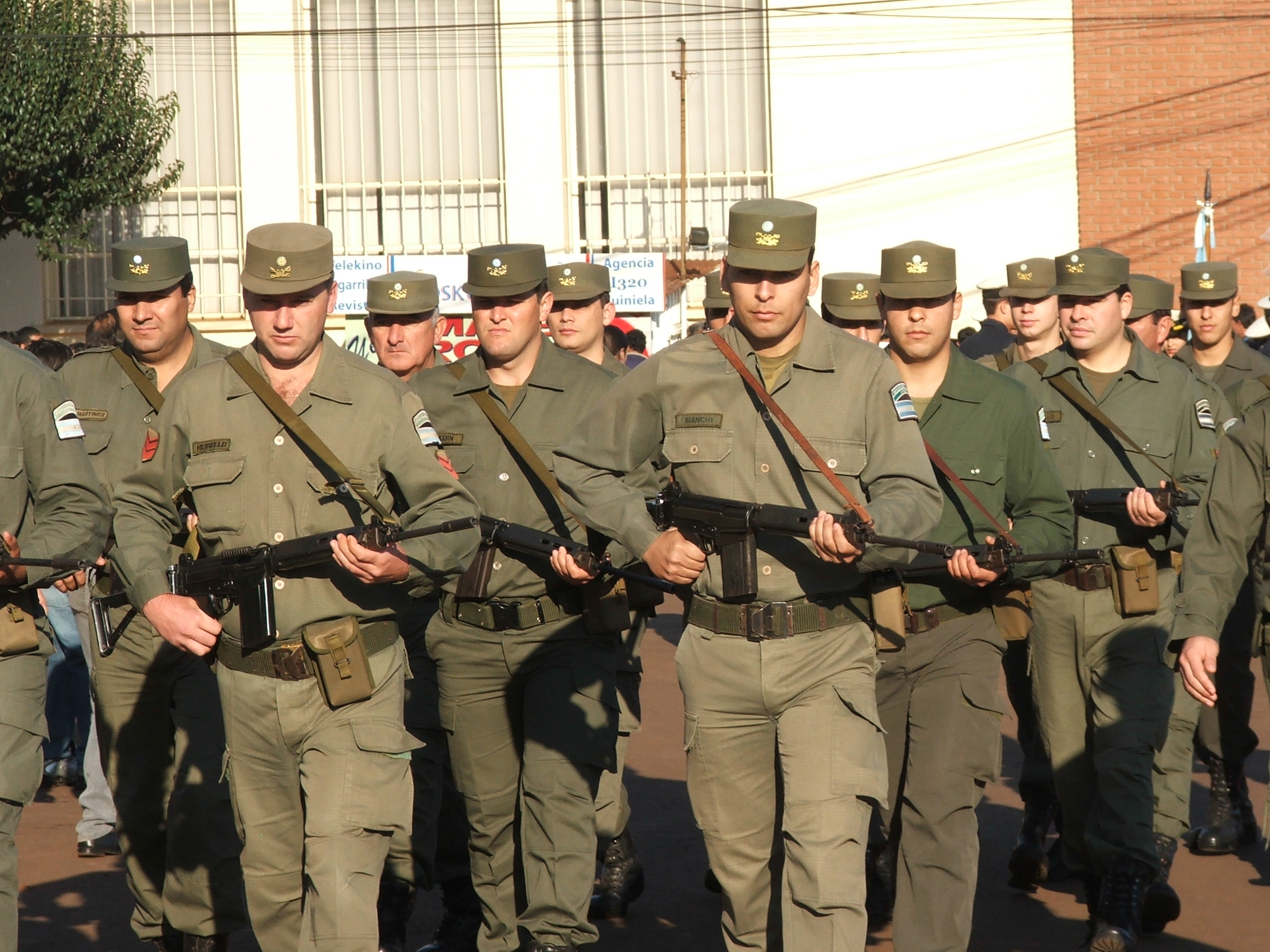
Gendarmi a Oberá

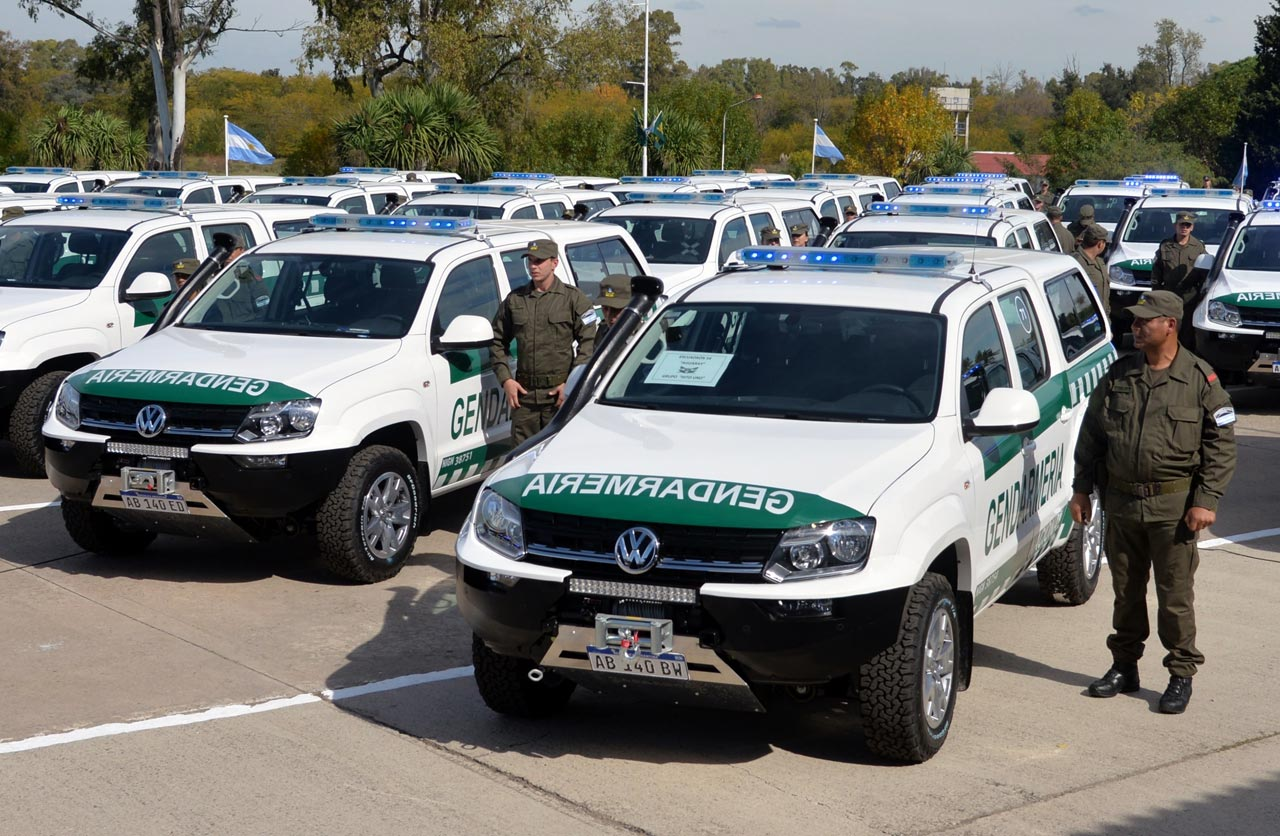
Veicoli appartenenti alla Gendarmeria nazionale (Volkswagen Amarok)

Le missioni principali della gendarmeria sono:
- Garantire la sicurezza dei confini dell'Argentina
- Garantire la sicurezza dei luoghi di importanza strategica nazionale (ad esempio, centrali nucleari)

La gendarmeria è utilizzata anche per altre missioni di sicurezza, tra cui:
- Missioni di polizia:
- Assistenza ai servizi di polizia provinciali nel mantenimento della sicurezza pubblica nelle aree rurali
- Lotta al contrabbando
- Lotta al narcotraffico
- Lotta al terrorismo
- Contrasto ai crimini "contro la vita e la libertà" (traffico di bambini e di organi, schiavitù, ecc.)
- Contrasto alla criminalità economica
- Contrasto ai reati ambientali
- Contrasto all'immigrazione illegale
- Missioni militari:
- Missioni di combattimento (ad esempio nella guerra delle Falkland)
- Missioni di mantenimento della pace o di aiuto umanitario sotto le Nazioni Unite
- Servizio di sicurezza alle ambasciate e ai consolati argentini in diverse nazioni straniere

Sotto l'egida delle Nazioni Unite, la Gendarmeria ha prestato servizio in Guatemala, Bosnia ed Erzegovina, Croazia, Angola, Libano, Ruanda, Liberia, Cipro, Sudan del Sud, Haiti e Colombia.

## Organizzazione

### Alto comando
L'alto comando comprende:
- Il direttore nazionale: Dal 2024, il direttore nazionale è il comandante generale Claudio Miguel Brilloni.[1]
- Il vicedirettore nazionale.
- Lo Stato maggiore generale e speciale della Direzione nazionale della Gendarmeria.